# الحسين بن روح
الحسين بن روح بن أبي بحر النوبختي ويُكنّى بأبي القاسم، هو السفير الثالث للإمام المهدي (الإمام الثاني عشر عند الشيعة الإمامية) في زمن الغيبة الصغرى، خلف فيها الشيخ أبي جعفر محمد بن عثمان العَمري. استمرت فترة نيابته حدود الإحدى وعشرين سنة كان يحظى فيها باحترام الخاصة والعامة، كما كان فاضلاً ومن أوثق الناس. عمل بالتقية فجارى فيها محيطه وجلب بها قلوب الكثيرين. توفي سنة 326 للهجرة.

## حياته

### اسمه ولقبه
هو الحسين بن روح بن أبي بحر النوبختي من بني نوبخت. كان يلقّب بـ أبي القاسم.
لم تذكر المصادر التاريخية تاريخ ولادته، حاله في ذلك حال سائر السفراء. إنما بدأ ذكره عندما صار وكيلاً للشيخ أبي جعفر العمري في بغداد.

### وثاقته
إضافةً إلى التوثيق العام الذي شمل السفراء الأربعة الذين أجمعت الطائفة على وثاقتهم حيث قالوا: الوكلاء الأربعة الممدوحون المتّفق على عدالتهم وأمانتهم وجلالتهم، فإن التوقيع الأول الذي صدر من الناحية المقدسة بعد وفاة السفير الثاني كان يشمل الثناء على أبي القاسم بن روح، وقد دعا له الإمام المهدي في الكتاب، وقال: عرفه الله الخير كلّه ورضوانه، وأسعده بالتوفيق، وقفنا على كتابه، وثقتنا بما هو عليه. وإنه عندنا بالمنزلة والمحل اللذين يسر أنه زاده الله في إحسانه إليه.

### صلابته
كان السفير الثالث صلب الإرادة مما سمح بِأَوْلِ السفارة إليه، ففي سؤال لأبي سهل النوبختي: كيف صار هذا الامر إلى الشيخ أبي القاسم الحسين بن روح دونك؟ فقال: هم أعلم وما اختاروه، ولكن أنا رجل ألقى الخصوم وأناظرهم، ولو علمت بمكانه كما علم أبو القاسم وضغطتني الحجة (على مكانه) لعلّي كنت أدُلُّ على مكانه، وأبو القاسم فلو كانت الحجة تحت ذيله وقرض بالمقاريض ما كشف الذيل عنه

## منزلته في المجتمع
كان الحسين بن روح من أعقل الناس، وأحزم الناس وأرزنهم، وكان وجيهاً عند الخاصة والعامة، لاتّخاذه التقية في حياته، وكان من سنة 306 هـ. جمادى الآخرة إلى سنة 311 هـ. ربيع الأول أيام وزارة حامد بن العباس، وعظمة آل فرات موئلاً للأمراء والوزراء وأعيان المملكة؛ لأنه كان يمتاز بخصال تميّزه عمّن سواه، وكان بنو فرات يجلّونه ويعظّمونه لأنهم كانوا من الشيعة الإمامية.
وكان أبو القاسم في آخر سنتين من حياته في قمّة العزّ والجلالة، بحيث كان خليفة الوقت يثني عليه، والناس يلتفّون حوله من المؤالف والمخالف لرزانة عقله وشدّة اتّصاله بمولاه الحجة بن الحسن عليه أفضل الصلاة والسلام. وقد اعترف بزعامته أيضاً الذهبي في كتابه دول الإسلام عند ذكره لخلافة الراضي بالله، وكان يتحدّث عن الشلمغاني فقال:... فأظهر شأنه زعيم الرافضة الحسين بن روح...
سجنه
كان الحسين بن روح على علاقة جيدة مع بني فرات الذين كانوا يجلّونه. ولمّا غضب حامد بن العباس عليهم واصطفى أموالهم، حدث نزاع بين أبي القاسم وحامد، ووقعت بينهما أمور آلت إلى سجنه، فسُجِن من سنة 312 هـ. إلى 317 هـ. بعنوان أنّ الديوان الحكومي يطلبه مالاً جزيلاً.

## النص على سفارته
عدم وجود خصوصية للحسين بن روح عند السفير الثاني
كان الحسين بن روح أحد وكلاء السفير الثاني في بغداد، ولم يكن له أيّة خصوصية عنده، كما قد صرّحت بذلك الكثير من الأخبار، إلّا أنه جاءت الوصية عليه.
فقد ذكر الشيخ الطوسي في غيبته عن أحمد بن متيل القمي أنه يقول: كان محمد بن عثمان أبو جعفر العمري رضي الله عنه له من يتصرف له ببغداد نحو من عشرة أنفس وأبو القاسم بن روح رضي الله عنه فيهم، وكلُّهم كانوا أخصّ به من أبي القاسم بن روح حتى أنه كان إذا احتاج إلى حاجة أو إلى سبب ينجزه على يد غيره لما لم يكن له تلك الخصوصية، فلما كان وقت مُضِيِّ أبي جعفر رضي الله عنه وقع الاختيار عليه وكانت الوصية إليه.
بعض الأحاديث التي ينص فيها الشيخ أبي جعفر على الحسين بن روح
ذكر الشيخ حادثة حصلت مع شخص صرّح فيها السفير الثاني بأن الإمام عجل الله تعالى فرجه.png نصَّ على أنّ الحسين بن روح هو الذي يقوم مقام الشيخ أبي جعفر العمري؛ فقد حدَّث أبو عبد الله جعفر بن محمد المدائني المعروف بابن قزدا وهو كان يأتي بالأموال إلى السفير الثاني فأمره بأن يعطيها للحسين بن روح، فتوقّف في ذلك إلى أن رجع إلى الشيخ أبي جعفر الذي قال له وهو مغضب: قُمْ عافاك الله فقد أقمت أبا القاسم حسين بن روح مقامي ونصَّبتُه منصبي، فقلتُ: بأمر الإمام فقال: قُمْ عافاك الله كما أقول لك، فلم يكن عندي غير المبادرة.
...أُمِرت أن أوصي إلى أبي القاسم الحسين بن روح...
في حديث أن السفير الثاني جمع وجوه الشيعة وشيوخها وقال لهم: إن حدث عليَّ حدثُ الموت فالأمر إلى أبي القاسم الحسين بن روح النوبختي فقد أُمِرت أن أجعله في موضعي بعدي فارجعوا إليه وعوِّلوا في أموركم عليه.
في حديث آخر في أواخر حياته أمام جماعة من وجوه الشيعة بعد سؤالهم: إن حدث أمرٌ فمن يكون مكانك؟ قال لهم: هذا أبو القاسم الحسين بن روح بن أبي بحر النوبختي القائم مقامي والسفير بينكم وبين صاحب الأمر والوكيل [ له ] والثقة الأمين، فارجعوا إليه في أموركم وعوِّلوا عليه في مهمَّاتكم فبذلك أُمِرت وقد بلَّغت.

## آثاره
نقل ابن المشهدي عن الشيخ أبي القاسم بن روح رواية عن أعمال اليوم السابع والعشرين من شهر رجب فقال: تُصلّي في هذا اليوم اثنتا عشرة ركعة، يقرأ في كلّ ركعة فاتحة الكتاب وما تيسر من السور، وتتشهّد وتُسلِّم وتقول بين كل ركعتين: الحمد للّه الذي لم يتّخذ ولداً ولم يكن له شريكٌ في المُلك، ولم يَكُن لهُ وَليٌّ من الذُّل وكبِّره تكبيراً. يا عدتي في مُدَّتي، ويا صاحبي في شدَّتي.....
كما قد نقل عنه دعاءً مشهوراً يُقرأ في شهر رجب عند زيارة أحد المشاهد المشرفة وهو: زُرْ أيّ المشاهد كُنتَ بحضرتها في رجب، تقول إذا دخلت: الحمد للّه الذي أَشْهَدَنا مشهد أوليائه في رجب، وأَوْجَب علينا من حَقِّهم ما قد وجب، وَصلّى اللّه على محمّدٍ المنتجب، وعلى أوصيائه الحُجُب. اللّهم فكما أَشهَدتنا مَشهدَهُم فَأَنْجِزْ لَنَا مَوعِدَهُم، وَأَوْرِدنا مَوْرِدَهُم...
وذكر السيد البروجردي زيارة الأبواب المنسوبة إلى الشيخ أبي القاسم الحسين بن روح.
كما أنّه صَدَرَ الكثير من الأُمور الفقهيّة عنه سواءً أكانت على شكل أسئلةِ أم غير ذلك، أبرزها كتاب التأديب الذي أرسله إلى أهل قم.

## وفاته
توفّى الشيخ الحسين بن روح النوبختي في شعبان سنة 326 ه. ودُفِن في مقبرة النوبختيّة في درب علي بن أحمد النّوبختي النّافذ من ناحية إلى قنطرة الشوك ومن ناحية الأخرى إلى التّل

## أقوال العلماء فيه
قال السيد الخوئي:
«النوبختي أبو القاسم: هو أحد السفراء والنواب الخاصة، للإمام الثاني عشر عجل الله تعالى فرجه.png وشهرة جلالته وعظمته أغنتنا عن الإطالة في شأنه.»
قال الشيخ محي الدين المامقاني:
"إن المترجم قدّس الله نفسة الزكية من الجلالة والشهرة ووكالته وقربه من الإمام الحجّة المنتظر عجّل الله فرجه الشريف بمرتبةٍ تُغنينا عن التعرّض لإثبات وثاقته، فهو رضوان الله تعالى عليه النائب الخاص للإمام الحجّة في غيبته الأُولى، وذلك دليل جلالته وقداسته ووثاقته، بل هو أجلّ من ذلك، فرضوان الله تعالى على روحه الطاهرة.

## الخلفاء العباسيون الذين عاصرهم
عاصر السفير الثالث الحسين بن روح ثلاثة من الخلفاء العباسيين، وهم:
- المقتدر بالله (908 - 932 م. / 295 - 320 هـ.)
- القاهر بالله (932 - 934 م. / 320 - 322 هـ.)
- الراضي بالله (934 - 940 م. / 322 - 328 هـ.)